# Magnolia shiluensis
Espèce
Statut de conservation UICN

 EN A2ac; B1ab(iii,v) : En danger

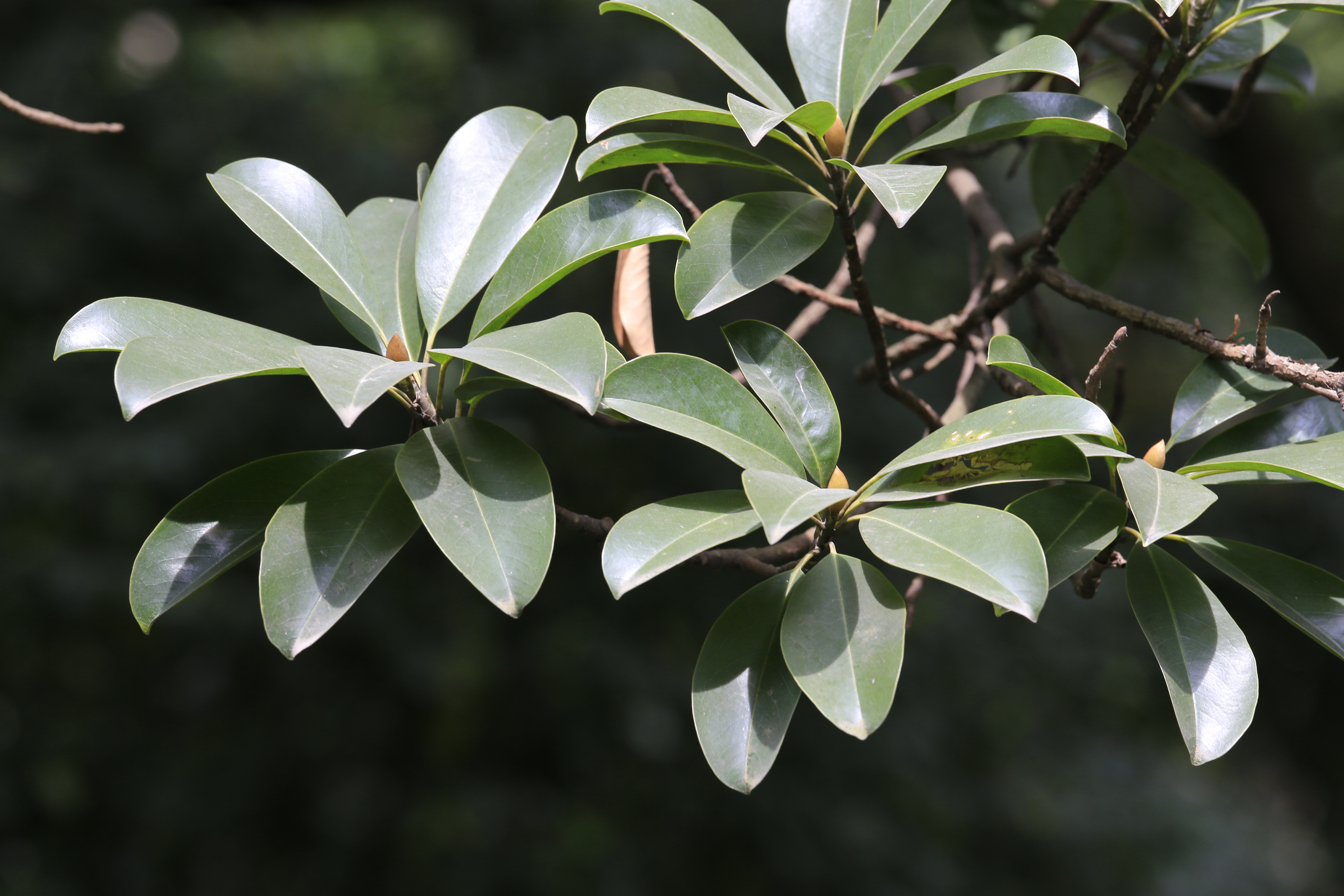
Magnolia shiluensis.

Magnolia shiluensis est une espèce de plantes à fleurs de la famille des Magnoliacées. C'est un arbre endémique de Chine.

## Description
C'est un arbre.

## Répartition et habitat
Cette espèce est endémique de la province de Hainan en Chine.